# Julio Terrazas Sandoval
Julio Terrazas Sandoval, CSsR. (Vallegrande, Departament de Santa Cruz, 7 de març de 1936 - Santa Cruz de la Sierra, 9 de desembre de 2015) fou un arquebisbe i cardenal bolivià, arquebisbe emèrit de Santa Cruz de la Sierra.

## Biografia

### Formació i presbiterat
Realitzà els seus estudis bàsics i part dels estudis secundaris a la seva ciutat natal. Posteriorment ingressà al seminari de la Congregació del Santíssim Redemptor de Xile, on el 1952 assolí el grau de batxiller. El 1956 realitzà el noviciat a la província de Salta (Argentina), i el 1957 realitzà la professió religiosa. Aquell any inicià els seus estudis de filosofia i teologia a l'Institut Sant Alfons dels P.P., Redemptoristes de Córdoba (Argentina).
Va ser ordenat prevere a la seva ciutat natal el 29 de juliol de 1962 pel bisbe Bernardo Leonardo Fey Schneider; i més tard continuà amb els seus estudis universitaris, traslladant-se a Lille (França) per a obtenir el títol de Pastoral Social a la Universitat d'Emacas. El 1973 va ser designat delegat de la Congregació del Santíssim Redemptor a Roma.

### Carrera episcopal
El 15 d'abril de 1978, el Papa Pau VI el nomenà bisbe titular d'Apisa Maius i auxiliar de La Paz, rebent l'ordenació episcopal de mans del cardenal José Clemente Maurer el 8 de juny següent.
El Papa Joan Pau II el nomenà bisbe d'Oruro el 9 de gener de 1982, càrrec que ocupà fins al 21 de febrer de 1991 quan va ser promogut a Arquebisbe de Santa Cruz de la Sierra.
Entre 1985 i 1991 va ser elegit President de la Conferència Episcopal de Bolívia, sent reelegit entre 1997 i 2012.

### Cardenal
Posteriorment, el Papa Joan Pau II l'elevà al rang de cardenal prevere durant el consistori celebrat el 21 de febrer de 2001, amb el títol de San Giovanni Battista de' Rossi, convertint-se en el primer bolivià a accedir al Col·legi Cardenalici.
A la Cúria Pontifícia fou membre del Consell Pontifici pels Laïcs i de la Pontifícia Comissió per a l'Amèrica Llatina. Actualment, a més fou President del Departament de Justícia i Solidaritat del Consell Episcopal Llatinoamericà (CELAM).
Després del traspàs de Joan Pau II va ser un dels 117 cardenals electors que van participar en el conclave de 2005, on va ser elegit el Papa Benet XVI; i, després de la dimissió del Papa Benet participà en el conclave de 2013, que escollí el Papa Francesc.
El 2 de juny de 2013 el Papa Francesc acceptà la seva renúncia com a arquebisbe de Santa Cruz de la Sierra.

## Reconeixements
- Doctor honoris causa de la Facultat de Teologia de Trèveris (12 de novembre de 2010)